# Stefan Stanzer
Stefan Stanzer (* 9. Februar 1992 in Wien) ist ein ehemaliger österreichischer Handballspieler.

## Karriere
Der gebürtige Wiener rückte mit Saisonstart 2012/13 in den Kader der Kampfmannschaft des Handballclubs Fivers Margareten in der Handball Bundesliga Austria auf. Dort erzielte er in seinen ersten beiden Saisons in je vier Spielen einen und zwei Treffer und war Teil der Vizemeister-Mannschaften. Nachdem Stanzer in der Saison 2014/15 nicht mehr zum Einsatz gekommen war, beendete er seine aktive Karriere.